# Svédmasszázs
A svédmasszázs a masszázs egyik – Európában legelterjedtebb – fajtája. Ez az alapja a gyógymasszázsnak és a sportmasszázsnak, szegmentmasszázsnak is, melyek a svéd masszázs fogásait használják.

## Jellemzői
A svéd masszázs kézzel végzett, az emberi szervezetet mechanikai ingerek által befolyásoló kezelési technika. Egyes keleti masszázsoktól eltérően közvetlen fiziológiai hatásokra épít, ám a személyes törődés érzete a lelki egészségnek is jót tesz. A masszázst ruhátlan testfelületen, vivőanyaggal (krém) vagy anélkül végzik. Az éppen nem kezelt testrészeket betakarják. A vendég jellemzően masszázságyon fekszik vagy masszázsszéken ül. Lehet masszírozni közönséges ágyon és földön is, ám ez a masszőr számára jobban megterhelő.

## Részmasszázsok
Egy teljes testmasszázs kb. egy órát tart, és heti két alkalomnál sűrűbben nem javasolt igénybe venni, mivel az túlmasszírozáshoz, fáradtsághoz, izomlázhoz vezethet. Egyidejűleg általában csak valamely terület masszázsára kerül sor, amit részmasszázsnak nevezünk. Ezek közül első helyen a hátmasszázst említjük, mivel az a leggyakoribb. A kb. félórás részmasszázsok akár napi gyakorisággal is adhatók.

### Hátmasszázs

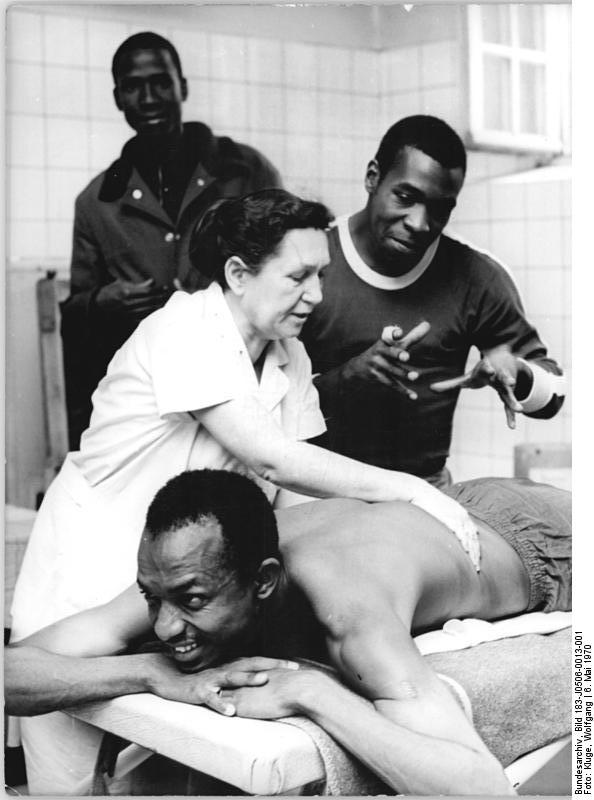
Hátmasszázs oktatása egy német iskolában, 1970

A hátmasszázs során a vendég a hasán fekszik, bokája alá a masszőr hengerpárnát helyez, hogy izmai ellazuljanak. Ez a masszázs különösen alkalmas a feszültségoldásra. A modern életforma általában megterheli az emberek hátát, ezért is érdemes ezt a testrészt kezelni. A háti szakasz anatómiai értelemben véve a XII. hátcsigolyától az I. hátcsigolyáig tart, azaz a bordás részeket jelenti. A hátmasszázs viszont a keresztcsonttól a nyakszirtig történik. (A csigolyák számozása a svéd masszázs irányát mutatja, mivel az alulról felfelé tart). A hát kezelése során a masszőr külön gondot fordít a lapocka átdolgozására is, amelynek környékén általában fájdalmas izomcsomók találhatók.

### Nyak-vállövi masszázs
Hasonlít a hátmasszázshoz, de nem érinti a hát alsó régióját. Hangsúlyos a vállöv izmainak – mellizmok, deltaizom, trapézizom – és a lapocka területének, valamint a nyakizmoknak az átdolgozása. Fejfájás, Vállízület körüli lágyrészek gyulladása (PHS) és más egészségi problémák esetében alkalmazható hatékonyan. Ülve és fekve is végezhető. Ha nincs kizáró ok, a nyak-vállövi masszázs kimozgatással, a lapocka mobilizálásával társulhat. PHS esetén a masszázs kiegészül a kar kezelésével, erős fejfájás esetén a homlok, tarkó, halánték és a vállöv simításával.

### Lumbogluteális masszázs
Ezt a nevet valószínűleg szemérmességből használják latinul, noha anatómiai-élettani szempontból igen fontos területről van szó, amelyről nem szégyen beszélni, és a többi testrészhez hasonlóan kezelhető. A lumbogluteális masszázs a farredőtől az I. ágyéki csigolyáig tart (amely közvetlenül az alsó borda alatt helyezkedik el), tehát a far és a derék régióját foglalja magába. Itt található testünk egyik igen nagy izma, a nagy farizom (musculus gluteus maximus), valamint a középső farizom, a kis farizom és a keresztcsont is. A lumbális gerincszakasz mellett fontos idegek kilépési pontja helyezkedik el. A masszázs hason fekve történik, tehát csakis a fartájékot és a derék hátsó részét érinti. Nagyon alkalmas a derékfájások, derékból kisugárzó hátfájások, csípőficam, lumbágó, isiász, csigolyabetegségek kezelésére.

### Karmasszázs
A felső végtag kezelése a felkart, az alkart és a kezet együttesen jelenti, tehát az ujjhegyektől a vállig történik. Ezen belül hangsúlyosan a problémás részen dolgozik a masszőr. Fekve vagy ülve is végezhető.

### Lábmasszázs

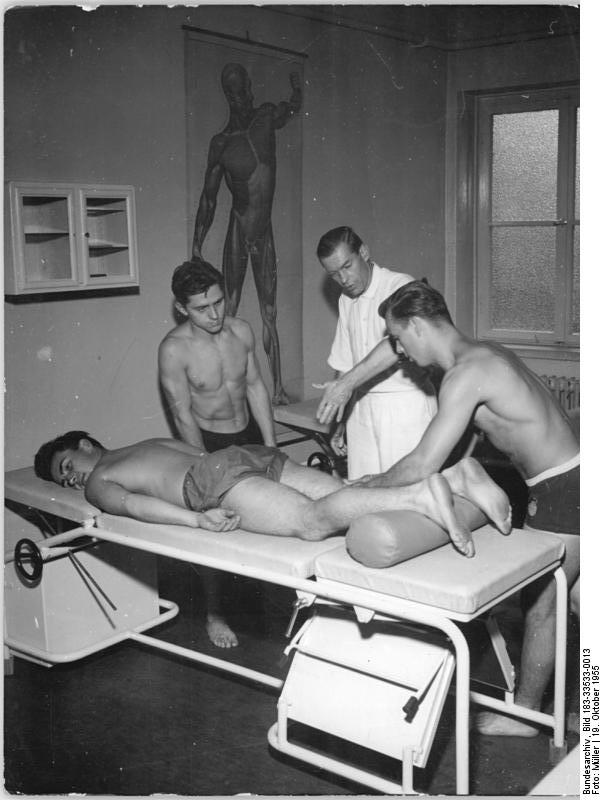
Alsó végtagi masszázs oktatása egy német iskolában, 1955

A teljes alsó végtag masszírozását jelenti, a lábujjaktól kezdve a farredőig, de kiterjeszthető a farizmokra is. Magában foglalja a talp átdörzsölését is, de ez nem tévesztendő össze a talpmasszázzsal. Az ugyanis külön képzettséget igényel.

### Arcmasszázs
Ez a masszázs nem azonos a kozmetikai arcmasszázzsal; vivőanyag nélkül végzik. Fejfájás, krónikus gyulladások, perifériás facialis paresis (arcidegbénulás) kezelésére alkalmas, a centrális facialis paresis viszont ellenjavallata.

### Mellkasmasszázs
A mellkasmasszázs nem azonos a mellmasszázzsal; a masszázs a bordakosár aljától a kulcscsontig tart, azonban az emlők elkerülésével. A masszőr tehát a mellek alatt, felett és között, az izmokon és a szegycsonton dolgozik, és sem férfiak, sem nők esetében nem masszírozza a mirigyes állományt. A mellkason végzett ütögetés hatékonyan szabadítja fel a tüdőgyulladás vagy más légúti megbetegedés, illetve a dohányzás során lerakódott nyákot, amely köhögéssel távozik a szervezetből.

### Hasmasszázs

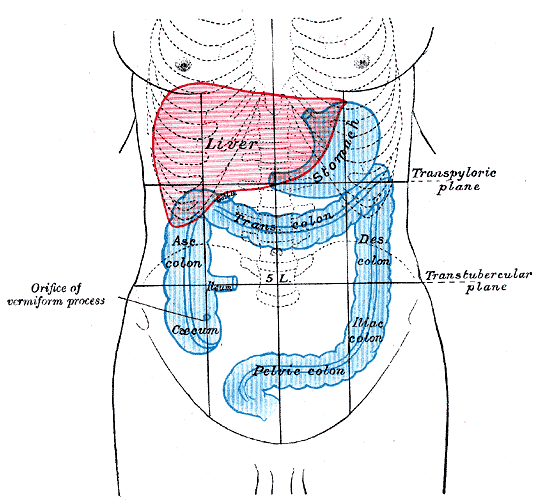
A vastagbél lefutása, szemből nézve az óramutató járása szerint (liver=máj, stomach=gyomor, colon=vastagbél, 5L=V. ágyéki csigolya)

Székrekedés, puffadás, a hasizmok gyengesége esetén hatásos. Habár a hasmasszázs a svéd masszázs egyik része, mégsem végezhető svédmasszőri képzettséggel. Ennek oka, hogy a hasmasszázs közvetlenül a vastagbélre hat. Kizárólag szakképzett gyógymasszőr végezheti, és ő is csak orvosi utasításra. A kezelés során figyelni kell a húgyhólyag elkerülésére.
Ez a mély hasmasszázs nem tévesztendő össze a laikus által is végezhető egyszerű, nyugtató hatású simításokkal, amelyek csak a test felszínes rétegeire hatnak. De a simításoknál se feledkezzünk meg a helyes irányról, amely szemből nézve az óramutató járásával (azaz a vastagbél lefutási irányával) megegyezik.

## Fogásai
A klasszikus svéd masszázs öt alapfogásból épül fel, ezek:
- simítás
- dörzsölés
- gyúrás
- ütögetés
- vibráció (más néven rezegtetés)

A fogások sorrendje iskolánként eltérhet; régebben a gyúrás általában megelőzte a dörzsölést, ma inkább a fenti sorrend az elfogadott.
A modern masszázs kiegészítő fogásokat is alkalmaz, ezek:
- intermittáló nyomás
- felrázás
- kirázás
- vezetett passzív kimozgatás

## Hatásai
- Általános hatások
- A masszázs bőrre gyakorolt hatása
- A masszázs bőr alatti kötőszövetre gyakorolt hatása
- A masszázs izomzatra gyakorolt hatása

## Javallatok és ellenjavallatok
A masszőrnek minden esetben tájékozódnia kell a vendég egészségi állapotáról! Az alábbi listák a teljesség igénye nélkül áttekintést adnak a masszázs előnyeiről és a kizáró okokról.

### Mire jó a svéd masszázs?
- Stresszoldás, lazítás
- Görcsoldás
- Fájdalomcsillapítás

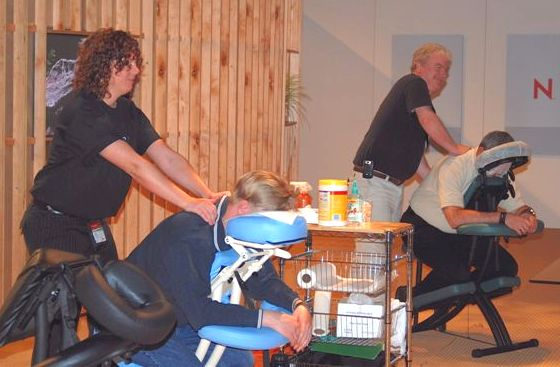
Nyilvános irodai masszázs egy konferencián

- A bőr, a keringés, a nyirokrendszer állapotának javítása
- Általános közérzetjavítás
- Krónikus fáradtság ellen
- A teljesítőképesség fokozása, az izmok állapotának javítása
- Baleset, műtét utáni rehabilitáció
- A mozgásbeszűkülések kezelése
- Egyes fejfájások kezelése
- Pszichoszomatikus eredetű panaszok (görcsök, emésztési problémák) kezelése
- Krónikus gyulladások
- Ortopédiai megbetegedések kezelése (pl. lúdtalp, discopathiák, csípőficam)
- Reumatológiai megbetegedések kezelése (pl. PHS, Bechterew-kór, lumbágó, isiász, arthrosisok)
- Belgyógyászati megbetegedések kezelése (pl. székrekedés, tüdőgyulladás, keringési zavarok)
- Ideggyógyászati megbetegedések rehabilitációja (pl. stroke utáni állapot, paresis, trigeminus neuralgia)
- Végtagödéma kezelése
- Betegségek, állapotromlás megelőzése (pl. tartósan fekvő betegnél a tüdőgyulladás és az izomsorvadás megelőzése, vagy gipszelt végtagnál a gipsz alatti izmok sorvadása ellen a konszenzuális hatás révén)

A betegségek kezelése magasabb szinten már a gyógymasszázs, illetve a nyirokmasszázs körébe tartozik. Kétséges esetben a svédmasszőrnek is orvosi véleményt kell kérnie.

### Mikor nem szabad masszírozni?
Az alábbi listában szereplő tényezők egy része teljes ellenjavallat, azaz az ilyen problémában szenvedő embert nem szabad masszírozni. Más részük csak egyes testtájak masszázsát, vagy pedig egyes fogások alkalmazását zárja ki, de nem a masszírozást általában, illetve orvosi szakvélemény beszerzését teheti indokolttá.
- Láz (ez a legrégebbi ismert kontraindikáció, már Hippokratész is írt róla)
- Fertőző betegség (kiemelten a fertőző bőrbetegségek)
- Akut gyulladás
- Daganatos betegség (a végstádium kivételével)
- Friss trauma, műtét utáni állapot
- Hámhiány
- Vérzékenység, illetve véralvadásgátló gyógyszer szedése
- Rheumatoid arthritis aktív fázisa
- Előrehaladott csontritkulás
- Be nem állított magas vérnyomás
- Ízületi instabilitás
- Egyes szív- és keringési problémák
- Visszeresség (az érintett végtagot nem szabad masszírozni, de máshol lehet)
- Legyengült, alkoholos, beszámíthatatlan állapot
- Terhesség – nem általános kizáró ok, egyes időszakok és egyes testtájak ellenjavalltak, megváltozik a fogások erőssége és jellege, és nem lehet a szokott módon fektetni a vendéget.
- Menstruáció – a masszázs keringésfokozó hatása erősíti a vérzést, a görcsoldó, fájdalomcsillapító hatása pedig megkönnyíti a menstruáció elviselését, ezért a masszázs egyéni mérlegelést és döntést igényel.

## Eredete és továbbfejlesztése

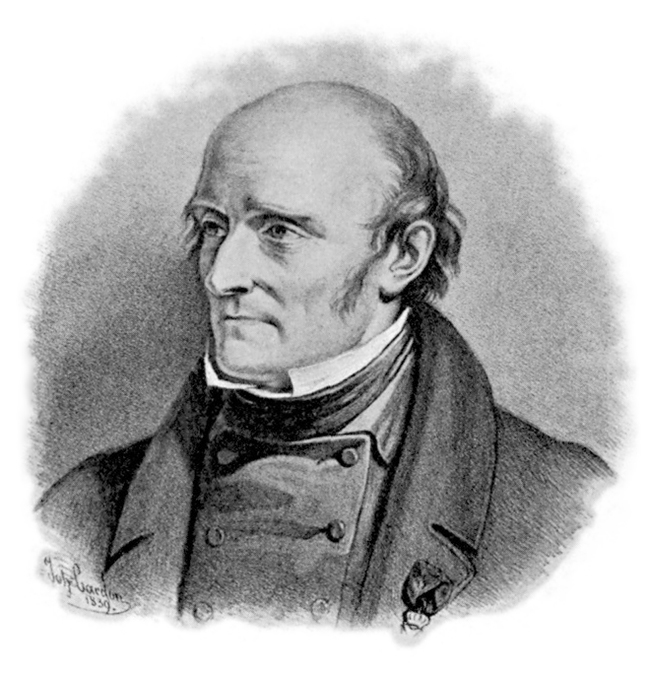
Pehr Henrik Ling portréja halálának évéből (1839)

A masszázs egészségjavító hatását az emberiség az ősidők óta ismeri. Európában és Ázsiában is több ezer éves múltra tekint vissza a masszázs irodalma.
Pehr Henrik Ling svéd vívómester (1776–1839) rendszerezte a fogásokat, és a masszázst tornagyakorlatokkal kombinálta. Foglalkozott a masszázs hatásaival és javallataival is. Ling volt aki Stockholmban 1813-ban megalapította a központi Gyógytorna és Masszázsintézetet („Zentralinstitut für Heilgymnastik und Massage“). 
Ebben az összefüggésben érdekes megjegyezni, hogy a svéd masszázs az amerikai importjával sajnálatos módon a klubokban honosodott meg, ezzel nagyot vesztve morális értékéből. Ez az oka annak, hogy a 20. századi Európában kerülik a svéd masszázs megnevezést. Komoly intézmények szívesebben csak a "klasszikus masszázs" megnevezést használják.
1867-ben a holland Mezger adott ki egy összefoglaló munkát az addigi tapasztalatokról és tőle ered a svéd masszázs elnevezés. A masszázs élettani hatásait, alapjait több neves orvos is vizsgálta.
A svédmasszázs fogásait egy berlini ortopédus Albert Hoffa (1859–1907) a 19. század végén fejlesztette a ma ismert formára. A mozgásszervi panaszokra kifejlesztett fogásokat passzív ízületi kimozgatásokkal kombinálta.
A masszázs fejlődése elvezetett a gyógymasszázs különböző fajtáihoz: mint a szegmentmasszázs (Henry Head), a kötőszöveti masszázs. (Prof. Kohlrausch Elisabeth Dicke-kel (Physiotherapeut) (1884–1952) végzett kísérleteiben rájött a neuroszegmentális kölcsönhatásra.)
Egyidőben Dr. Paul Vogler kifejlesztette a kolonmasszázst és a csonthártyamasszázst.
1928-ban a párizsi orvosi világkongresszuson a dán származású Dr. Emil Vodder bemutatta a kézi nyirokmasszázst (manuális Lymphdrainage), amit feleségével fejlesztett ki. A klasszikus masszázs mellett ma ez a leghasználtabb gyógymasszázs.
A svéd masszázs alapjain nyugszik az irodai masszázs is, amelyet azonban ruhán keresztül végeznek.
Ma Európában a masszázs és a reflexterápiának számító kötőszöveti és szegmentmasszázs a masszőr és fizioterapeuta-kiképzés szerves része. Több országban a nyirokmasszázs is az alapkiképzés eleme. A masszőrök és a fizioterapeuták mesterségét szigorú törvények védik.

## A masszázs technikai feltételei

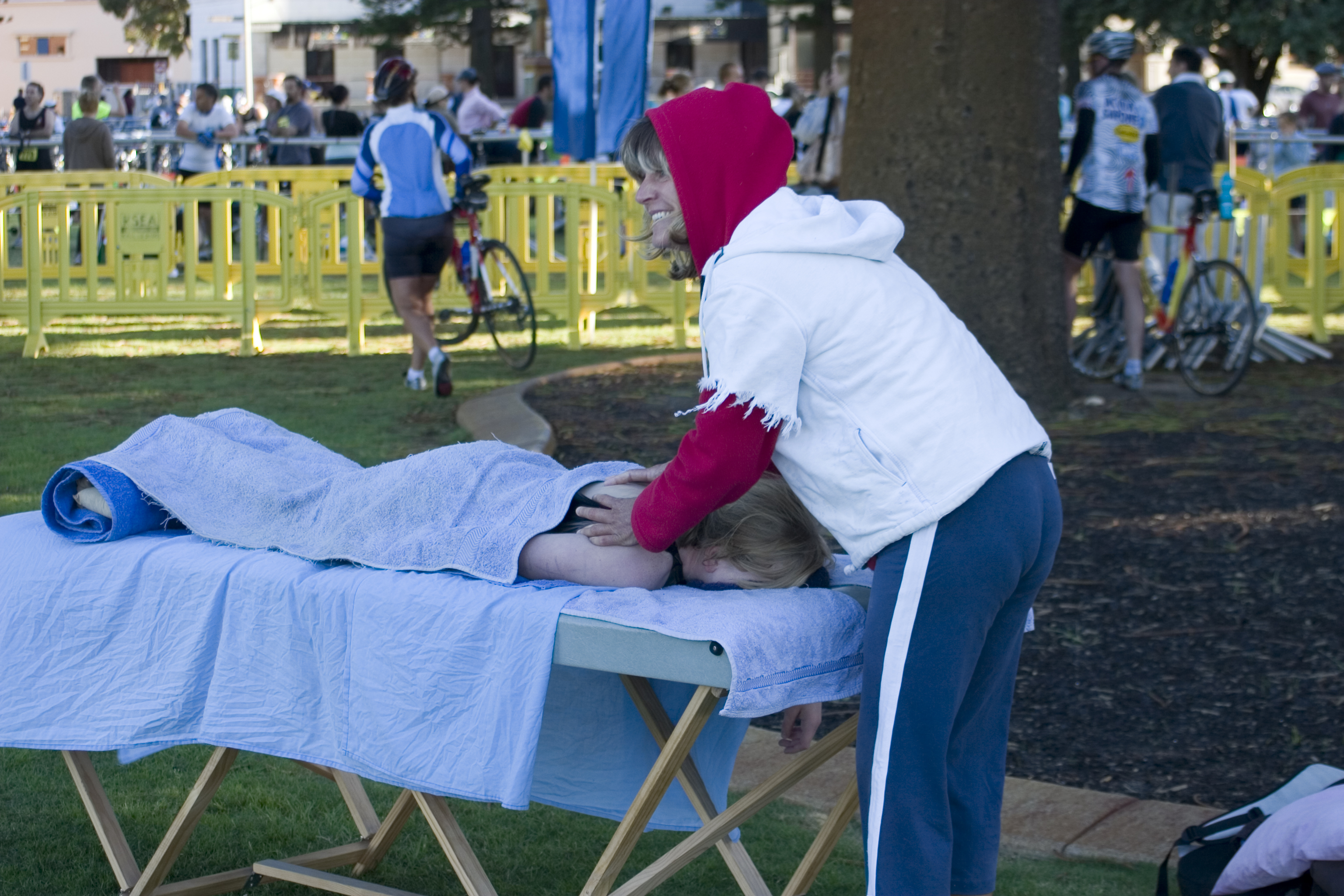
Ha a megfelelő hőmérsékletű helyiség nem is biztosítható, a szellőzés igen. A helyes fektetés egy triatlonversenyen készült képen

A masszázs olyan ágyon vagy széken történik, amely a masszírozott személy számára a kényelmes, ellazult helyzetet, a masszőr számára pedig az egészséges testtartást biztosítja. Bármilyen izomfeszülés a masszázs hatékonyságát rontja.
A helyiség, ahol a masszázs történik, legyen világos, megfelelő hőmérsékletű, jól szellőztethető és könnyen takarítható. A padló csúszásmentes. A külső zajok maradjanak kívül a megfelelő relaxáció érdekében. Sok masszőr halk zenét is alkalmaz a hatás fokozására. Megfelelő számú párna, törülköző, lepedő is szükséges. Természetesen vécének, zuhanynak, kézmosási lehetőségnek is rendelkezésre kell állnia.
A masszázst lehetőleg könnyű étkezés előzze meg – sem éhgyomorra, sem teli hassal nem egészséges. A vendégnek, illetve betegnek célszerű a masszázs előtt zuhanyoznia. Ez nemcsak higiéniai szempontból előnyös, hanem ellazítja, felkészíti a testet a masszázsra, ezáltal fokozza annak hatékonyságát.
A legtöbb svédmasszázst végző szakembernél lehetőség van jelezni, hogy a vendég gyenge, közepes vagy kifejezetten határozott mozdulatokat vár a kezelés során. Ugyanez elmondható a masszázst érintő területekről is. A masszőrök többségében nyitottak egy vendég által felvetett, problémás területre nagyobb hangsúlyt fektetni, a kezelés során az adott testrészre célzottan, hosszabb időn át koncentrálni.

## Vivőanyagok
Masszírozni lehet vivőanyag nélkül, vagy hintőporral, krémmel, olajjal. Egyes masszázsoknál egyáltalán nem használnak vivőanyagot, illetve csak hintőport. Hivatalosan csak hintőport alkalmaznak az egészségügyi intézményekben is. Ez ugyan jól felszívja az izzadságot, hátránya viszont, hogy eltömi a bőr pórusait és belégzése kellemetlen.
Ha a testfelület szőrös, akkor vivőanyagot kell használni a szőrtüszőgyulladás elkerülésére.
Krém vagy olaj használata esetén allergiás reakció léphet fel a vendég vagy a masszőr részéről, ezért előbb kis területen ki kell próbálni az anyagot. Ezekkel a vivőanyagokkal hatóanyagokat is be lehet juttatni a bőrbe, például gyulladáscsökkentőt, izomlazítót, fájdalomcsillapítót.